# Herpetocypris reptans
Herpetocypris reptans är en kräftdjursart som först beskrevs av Baird 1835.  Herpetocypris reptans ingår i släktet Herpetocypris och familjen Cyprididae. Inga underarter finns listade i Catalogue of Life.